# Sites mégalithiques de la Somme
Cet article présente la liste des sites mégalithiques de la Somme, en France.
| \| Amiens Abbeville Montdidier Péronne \| Répartition géographique des sites. · : dolmen - : menhir - : autre site mégalithique |
| Amiens Abbeville Montdidier Péronne                                                                                             |

## Inventaire non exhaustif
Les sites mégalithiques sont peu nombreux dans le département de la Somme mais se répartissent un peu partout sur le territoire. Certains mégalithes situés dans la zone des combats de la Première Guerre mondiale ont été détruits par des tirs d'artillerie comme le menhir de Soyécourt.
Les pierres mégalithiques (dolmens, menhirs ou polissoirs) sont appelés en picard « Chés longs bornes »,.
| Nom usuel                          | Commune                | Remarque                                     | Protection                                 | Coordonnées                                                        | Illustration                                                                                            |
| ---------------------------------- | ---------------------- | -------------------------------------------- | ------------------------------------------ | ------------------------------------------------------------------ | --- |
| Grès de Saint-Martin               | Assevillers            |                                              | Classé MH (1899)                           | 49° 53′ 49″ N, 2° 50′ 06″ E                                        | Polissoir de Saint-Martin à Assevillers.                                                                |
| Pierre d'Oblicamp                  | Bavelincourt           |                                              | Classé MH (1970)                           | 49° 59′ 24″ N, 2° 28′ 21″ E                                        | Pierre d'Oblicamp.                                                                                      |
| Dolmen de Béalcourt                | Béalcourt              |                                              |                                            | ruiné 50° 11′ 33″ N, 2° 10′ 44″ E                                  | Vestige du dolmen de Valibeau à Béalcourt.                                                              |
| Polissoir de Béhencourt,           | Béhencourt             |                                              |                                            | conservé au musée de Picardie à Amiens 49° 53′ 39″ N, 2° 17′ 45″ E | Polissoir de Béhencourt.                                                                                |
| Menhir de Dreuil-lès-Amiens        | Dreuil-lès-Amiens      |                                              |                                            |                                                                    | Menhir de Dreuil.                                                                                       |
| Sépulture de la Cense du Bois      | La Chaussée-Tirancourt |                                              |                                            | enterrée                                                           | |
| Menhir de Saulchoix                | Clairy-Saulchoix       | menhir incertain                             |                                            | 49° 51′ 16″ N, 2° 09′ 05″ E                                        | Clairy-Saulchoix Menhir du Calvaire                                                                     |
| Pierre de Gargantua                | Doingt                 | autres noms Doigt de Gargantua, Pierre fiche | Classé MH (1840)                           | 49° 55′ 30″ N, 2° 57′ 36″ E                                        | Pierre de Gargantua                                                                                     |
| Pierre qui pousse                  | Eppeville              | menhir dans un alignement                    | Classé MH (1889)                           | 49° 44′ 59″ N, 3° 02′ 04″ E                                        | Eppeville. Alignement de la Pierre qui Pousse constitué de cinq menhirs dont trois visible hors du sol. |
| Allée couverte du Bois d'Archemont | Méréaucourt            |                                              |                                            | 49° 43′ 25″ N, 1° 56′ 22″ E                                        | |
| Pierre de Sainte-Radegonde         | Mesnil-Bruntel         | polissoir,                                   |                                            |                                                                    | |
| Sépulture des Grées                | Saint-Sauveur          |                                              |                                            | enterrée sous l''A16                                               | |
| Menhir de Soyécourt                | Soyécourt              |                                              | détruit durant la Première Guerre mondiale |                                                                    | |
| Allée couverte de Vers-sur-Selle   | Vers-sur-Selle         |                                              |                                            |                                                                    | |